# Victor Fuior
Victor Fuior este un fost senator român în legislatura 1996-2000 ales în județul Sibiu pe listele partidului PUNR. În cadrul activității sale parlamentare, Victor Fuior a fost membru în grupurile parlamntare de prietenie cu Statul Kuwait, Ucraina și Republica Peru. Victor Fuior a fost membru în comisia privatizare și administrarea activelor statului, în comisia pentru agricultură, silvicultură și dezvoltare rurală precum și în comisia pentru administrație publică, organizarea teritoriului și protecția mediului.